# Hansje Suermondt
Johanna Susanna (Hansje) Suermondt (Purmerend, 9 januari 1921 – onbekend) was een Nederlandse verpleegkundige, verbonden aan het Wilhelmina Gasthuis in Amsterdam. Tijdens de Tweede Wereldoorlog was ze koerierster. Ook hielp ze verzetsmensen om bevrijdingsacties uit het ziekenhuis mogelijk te maken.

## Levensloop
Suermondt groeide op in Hilversum. In 1939 behaalde ze het diploma HBS-A aan het Christelijk Lyceum in 't Gooi. In 1940 verhuisde ze naar Amsterdam, waar ze werkzaam was in het Wilhelmina Gasthuis. 

### Tweede Wereldoorlog
Tijdens de Tweede Wereldoorlog werd het Wilhelmina Gasthuis door de Duitse bezetter hernoemd tot Wester Gasthuis. In het ziekenhuis werden gemartelde en zieke verzetsstrijders opgesloten en verpleegd op de isoleerafdeling. 
Suermondt wordt genoemd als ‘goede verpleegster’ die (een) bevrijdingsactie(s) van gevangen verzetsmensen mogelijk maakte. Zij zou contacten hebben met verzetsmensen in Limmen (NH), waar verzetsman Jan Brasser, alias witte Ko’, actief was. Zo bevrijdde Jan Brasser samen met Jan Bonekamp, Joop Jongh en Janrik van Gilse in de nacht van 12 juli 1943 hun verzetskameraad Daan Stapper. Van Suermondt hadden zij de informatie gekregen dat de deuren van de isoleerafdeling niet op slot waren, omdat ze van binnen toch niet geopend konden worden.
Toen tijdens deze bevrijdingsactie één van de bewakers-verplegers steeds luidruchtiger begon te praten, in de hoop daarmee de aandacht te trekken van de nabijgelegen Duitse bewakers, bond Bonekamp hem op een bed en drukt een doek met chloroform op zijn mond en neus. Brasser: “Hansje vertelde nadien dat ze zo onbedaarlijk hadden gelachen toen die verpleger ’s ochtends vrij kwam. Toen ze ‘m los gemaakt hadden, heeft hij nog onsamenhangend liggen schreeuwen. Die verpleegsters hebben zich rot gelachen. Jan was erg royaal geweest met de chloroform.’’
In november 1943 volgde weer een bevrijdingsactie. De groep van Brasser kon met drie verzetsmensen ongehinderd naar buiten lopen, onder wie Nap van den Brink. Hun kameraad Leo van Gelder moesten ze achterlaten, hij was in gevangenschap halfzijdig verlamd geslagen en nauwelijks mobiel.

### Na de oorlog
Suermondt trouwde in 1947 met de componist Klaas van Oostveen. Het echtpaar emigreerde in 1957 naar Johannesburg in Zuid-Afrika.